# Lijst van burgemeesters van Stratum
Dit is een lijst van burgemeesters van de voormalige Nederlandse gemeente Stratum tot die gemeente in 1920 opging in de gemeente Eindhoven.
| Ambtsperiode | Naam burgemeester                                       | Partij of stroming | Bijzonderheden            |
| ------------ | ------------------------------------------------------- | ------------------ | ------------------------- |
| 1812 - 1852  | Jan Willem Spoor                                        |                    | maire/schout/burgemeester |
| 1852 - 1868  | W. van Rekum                                            |                    |                           |
| 1868 - 1876  | F.H.J. Smits                                            |                    |                           |
| 1876 - 1883  | jhr. Eugene Ferdinand Marie van Rijckevorsel van Kessel |                    |                           |
| 1883 - 1895? | L.W. van Buel                                           |                    |                           |
| 1895 - 1920  | Johannes Petrus Josephus Maria Smitz                    |                    |                           |